# Csukafélék
A csukafélék (Esocidae) a sugarasúszójú halak (Actinopterygii) osztályába és a csukaalakúak (Esociformes) rendjébe tartozó család.

## Rendszerezés
A családba az alábbi 1 élő nem és 2 fosszilis nem tartozik:
- Esox Linnaeus, 1758 – 7 élő faj és 2 fosszilis faj[1]

- †Estesesox Wilson, Brinkman & Neuman, 1992 - 1 fosszilis faj
- †Oldmanesox Wilson, Brinkman & Neuman, 1992[1] - 1 fosszilis faj